# Mahafalytenus fohy
Mahafalytenus fohy là một loài nhện trong họ Ctenidae.
Loài này thuộc chi Mahafalytenus. Mahafalytenus fohy được miêu tả năm 2007 bởi Silva.